# E3 Harelbeke 1986
De E3 Harelbeke 1986 is de 29e editie van de wielerklassieker E3 Harelbeke en werd verreden op 22 maart 1986. Eric Vanderaerden kwam na 225 kilometer als winnaar over de streep.

## Uitslag
| Plaats  | Naam              | Ploeg                       | Tijd     |
| ------- | ----------------- | --------------------------- | -------- |
| Winnaar | Eric Vanderaerden | Panasonic                   | 5u50’00” |
| 2       | Frits Pirard      | Skala-Skil                  | z.t.     |
| 3       | Jos Lammertink    | Panasonic                   | z.t.     |
| 4       | Patrick Versluys  | Fangio-Lois-Mavic           | + 2’35”  |
| 5       | Gerrit Solleveld  | Kwantum Hallen-Decosol-Yoko | z.t.     |
| 6       | Carlo Bomans      | Lotto-Eddy Merckx           | z.t.     |
| 7       | Yvan Lamote       | Hitachi-Marc-Splendor       | + 3’26”  |
| 8       | Werner Devos      | Roland-Van de Ven           | z.t.     |
| 9       | Henk Lubberding   | Panasonic                   | z.t.     |
| 10      | Hennie Kuiper     | Skala-Skil                  | z.t.     |